# Moisés Cohen Enriques
Don Moisés Cohen Enriques foi um corsário judeu português do século XVII. Com base na Jamaica, Don Moisés Cohen Enriques, em 1628, aliou-se ao almirante holandês Piet Hein e atacou de forma sistemática dos navios que de Cuba se dirigiam a Cádis.